# Dolany (district de Klatovy)
Pour les articles homonymes, voir Dolany.
Dolany (en allemand : Dolan) est une commune du district de Klatovy, dans la région de Plzeň, en République tchèque. Sa population s'élevait à 939 habitants en 2021.

## Géographie
Dolany est arrosée par la rivière Úhlava et son affluent, la Polenka, et se trouve à 7 km au nord-ouest de Klatovy, à 35 km au sud-sud-ouest de Plzeň et à 111 km au sud-ouest de Prague.
La commune est limitée par Ježovy et Mezihoří au nord, par Švihov au nord-est, par Klatovy au sud-est et au sud, et par Poleň et Chudenice à l'ouest.

## Histoire
La première mention écrite de la localité date de 1232.

## Galerie

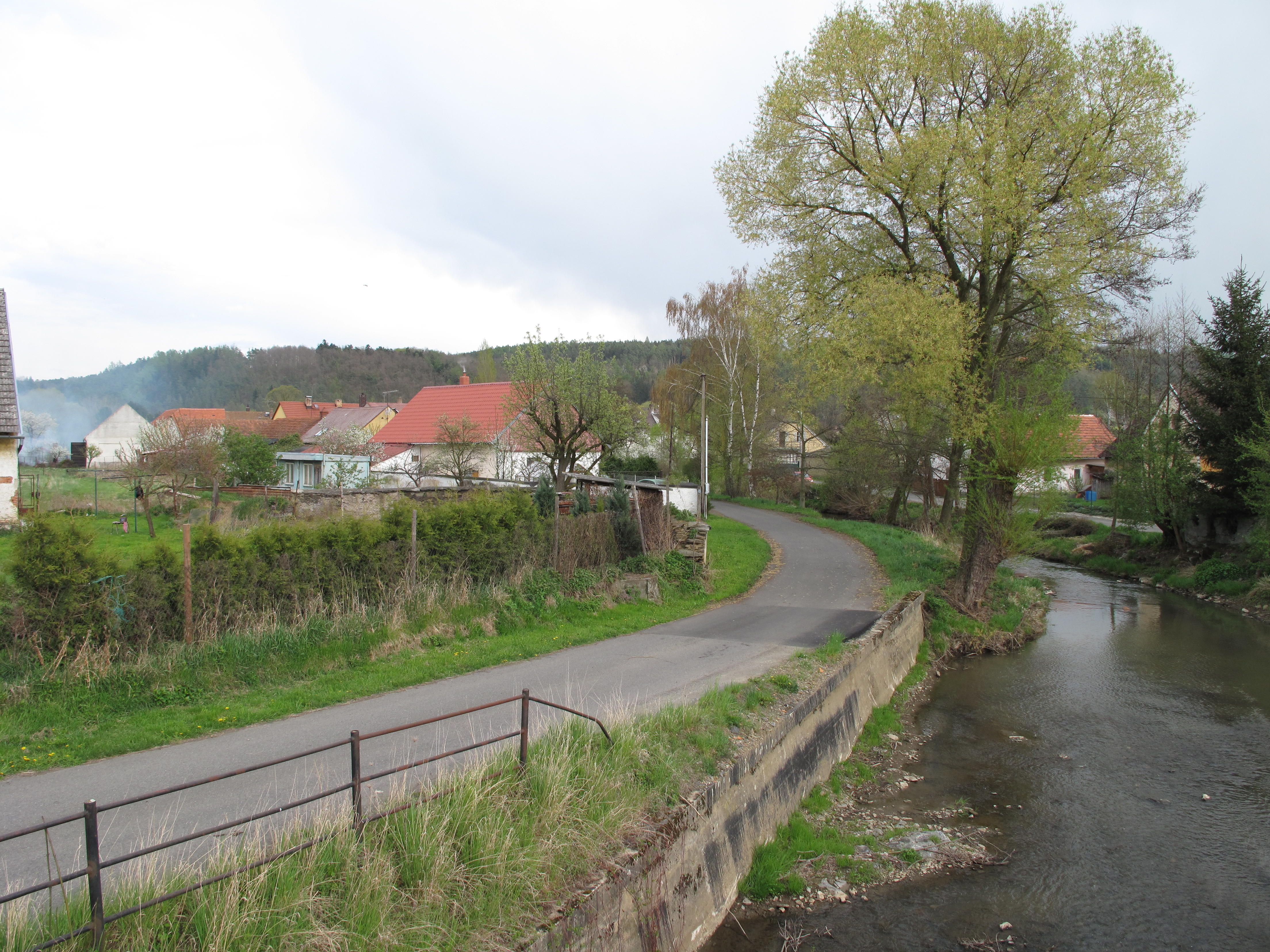
Dolany.
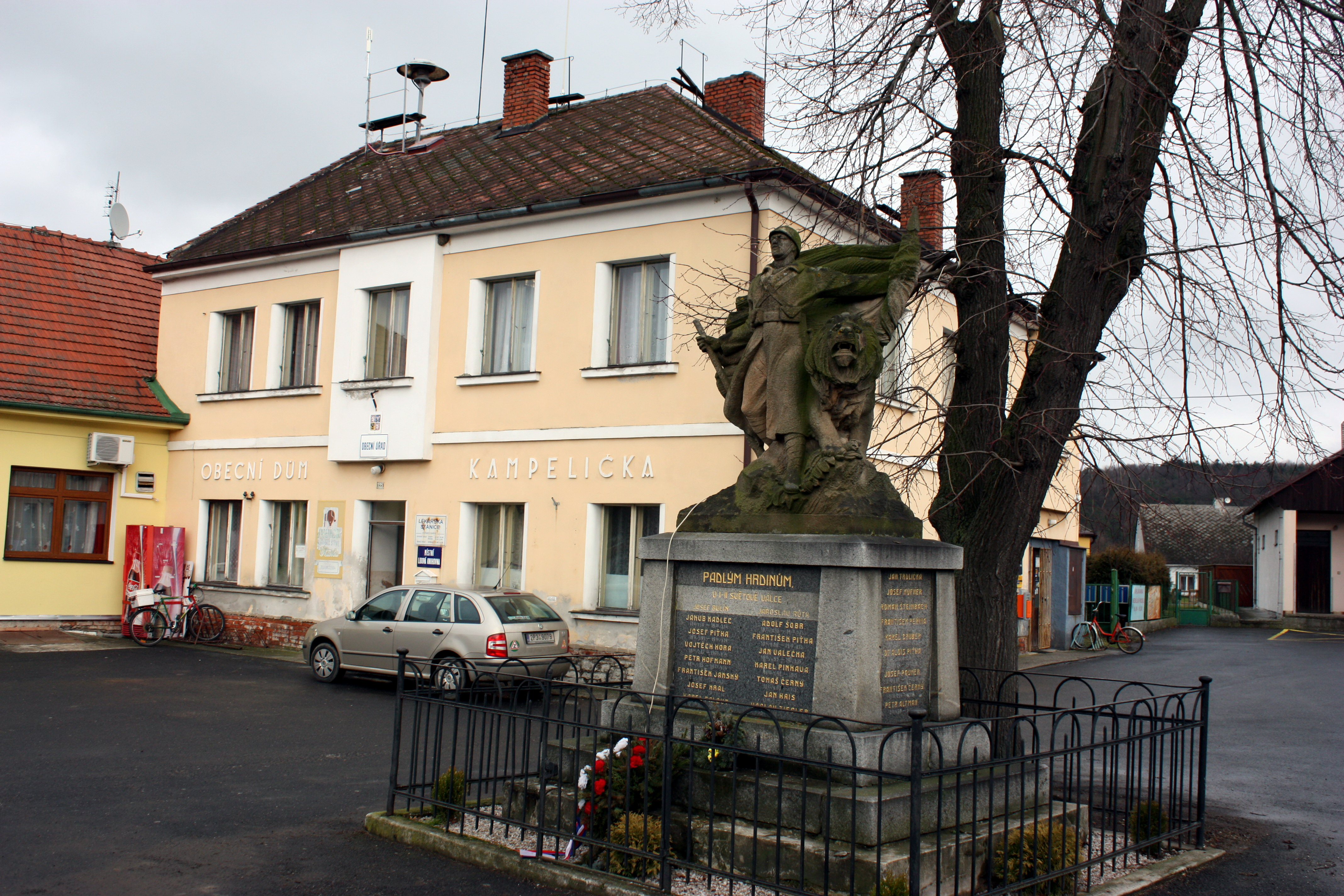
Mairie et monument aux morts.

## Transports
Par la route, Dolany se trouve à 8 km de Klatovy, à 38 km de Plzeň et à 127 km de Prague.